# Le Masque de fer (bande dessinée)
Le Masque de fer est une série de bande dessinée complète en 6 tomes créée et écrite par Patrick Cothias et dessinée par Marc-Renier, parue entre 1991 et 2001 chez Glénat.
Cette série termine le cycle des Sept Vies de l'Épervier en s'inscrivant dans la continuité directe des séries Le Fou du roy et Ninon secrète.

## Synopsis
Jean-Baptiste Donjon, jeune comédien ami de Ninon de Lenclos, rêve de dépasser Molière, au succès grandissant. Il s'intéresse pour cela de très près à la vie de son rival, et finit par percer le secret des origines du directeur de l'Illustre Théâtre. Car Molière n'est autre que le fils de Louis XIII et d'Ariane de Troïl, et donc héritier du trône de France, alors que le Roy officiel Louis XIV n'est qu'un bâtard né de l'adultère entre la reine Anne d'Autriche et le Cardinal Mazarin.
Pour protéger le mensonge qui lui permet de rester au pouvoir, Louis XIV fait enfermer Jean-Baptiste Donjon et le condamne à perdre son visage à jamais. Il restera dans l'Histoire comme celui qui a, à ses dépens, découvert le plus grand secret de la Royauté de France, l'Homme au masque de fer.

## Albums
1. Le Temps des comédiens (1991)  (ISBN 2-7234-1288-1)
2. Qui vengera Barrabas ? (1996)  (ISBN 2-7234-1472-8)
3. Blanches colombes (1997)  (ISBN 2-7234-2283-6)
4. Paire de Roy (1998)  (ISBN 2-7234-2458-8)
5. Le Secret de Mazarin (1998)  (ISBN 2-7234-2675-0)
6. Le Roi des comédiens (2001)  (ISBN 2-7234-3100-2)

## Éditeur
- Glénat, collection « Vécu ».